# Ga Changsin
Ga Changsin (Tiếng Hàn: 창신역, Hanja: 昌信驛) là ga tàu điện ngầm trên Tuyến số 6 của Tàu điện ngầm Seoul ở Sungin-dong, Jongno-gu, Seoul.

## Lịch sử
- 15 tháng 12 năm 2000: Tàu điện ngầm Seoul tuyến số 6 mở đoạn giữa Eungam và Sangwolgok

## Bố trí ga
| Dongmyo ↑  |
| E/B W/B \| |
| ↓ Bomun    |

| Hướng Tây  | ● Tuyến 6 | ← Hướng đi Eungam   |
| Hướng Đông | ● Tuyến 6 | → Hướng đi Sinnae → |

## Xung quanh nhà ga
- Naksan
- Trung tâm Phúc lợi Hành chính Changsin 3-dong
- Trung tâm phúc lợi hành chính Sungin 1-dong
- Bưu điện Seoul Sungin-dong
- Trường trung học kinh doanh quốc tế Seoil
- Đại học Hansung
- Hầm Dongmangbong